# モルディブ料理

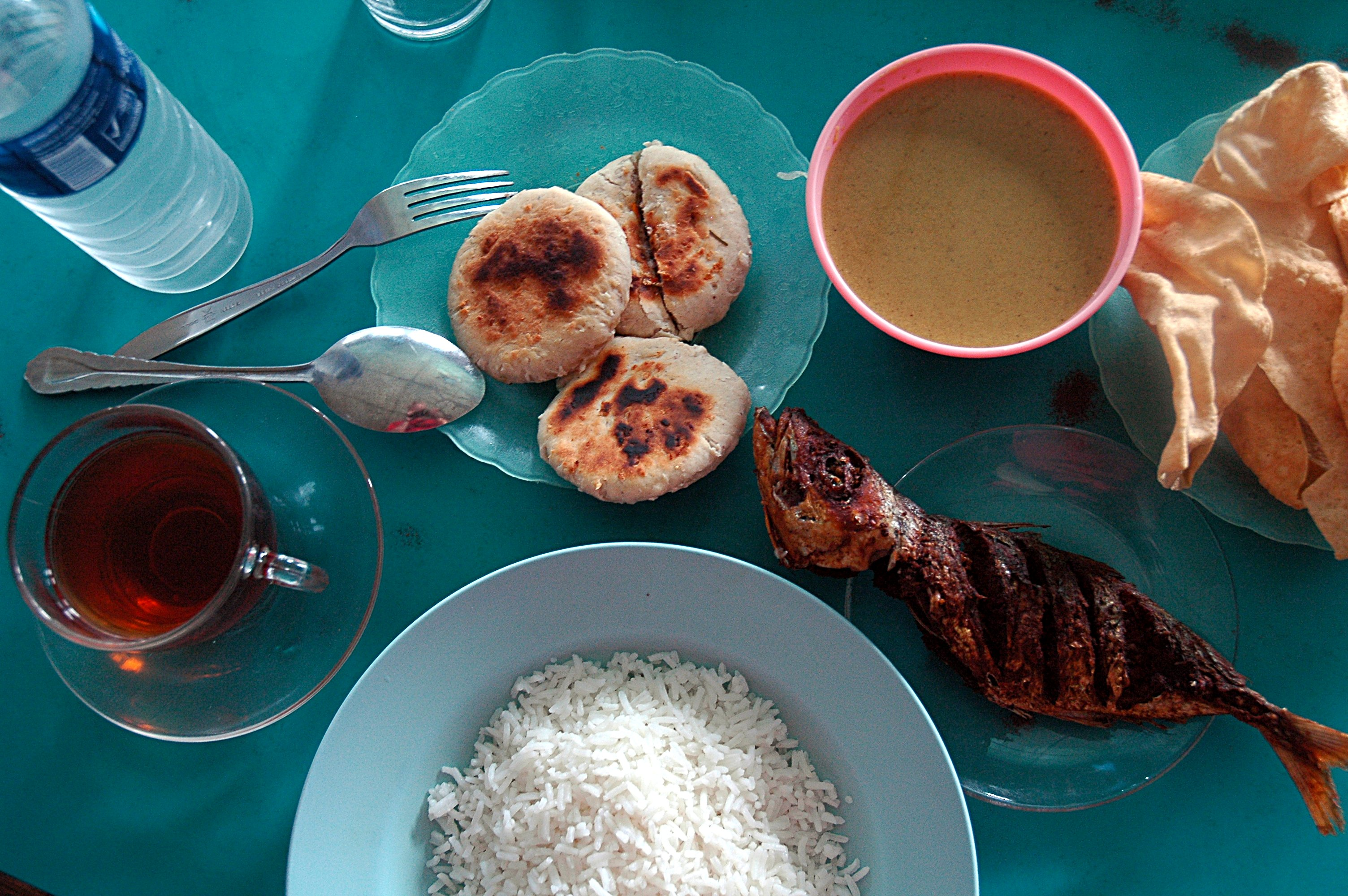
モルディブ料理

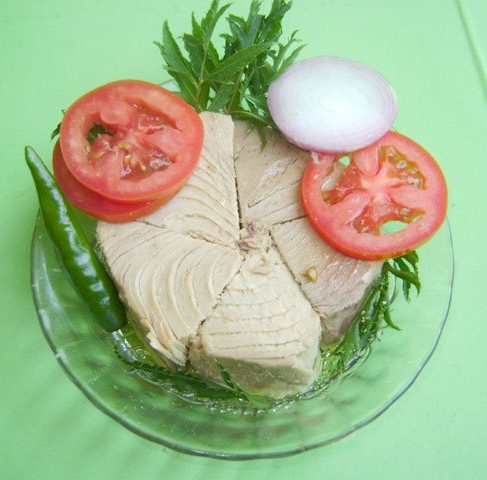
ツナはモルディブ料理において中心的な食材の一つである。

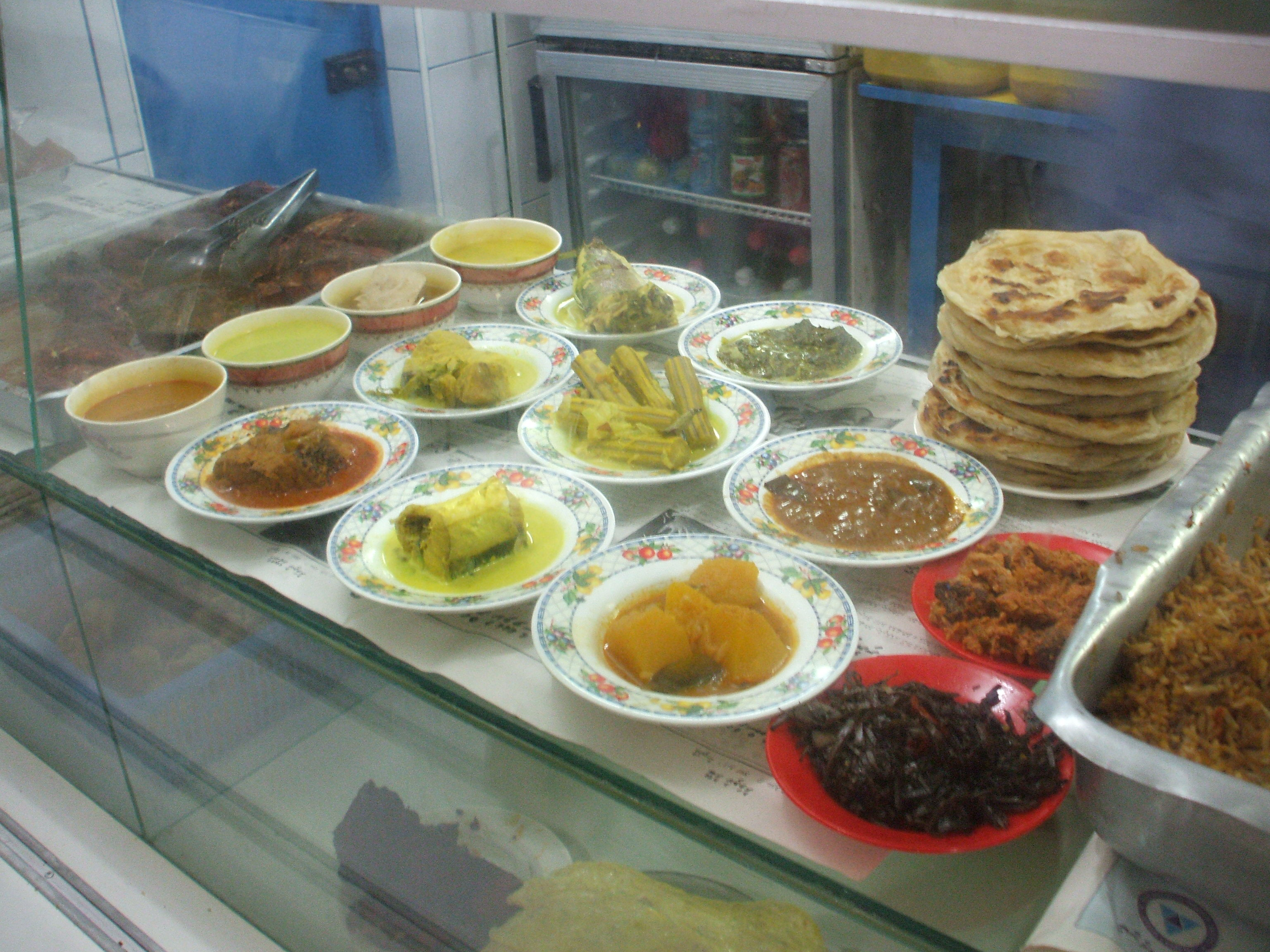
モルディブの様々なカレーと、インドのパラーターに似たパロッタ

モルディブ料理はモルディブで食されている料理を指す。モルディブの伝統料理は以下の3つの食材もしくはその代替物を主に使用して作られることが多い。

## ココナッツ
ココナッツは胚乳をおろしてそのまま、ココナッツミルクを絞って、そしてヤシ油による揚げ物という形で利用されることが多い。フニゴンディ (Hunigondi) はココナッツをおろすために使用される伝統的なモルディブの道具である。長く低い台座の端の部分にノコギリ状の刃がついたものであり、刃を前にして台座にまたがり、二つに割ったココナッツの内側を刃に押し当てて胚乳を削りとる。フニゴンディでおろしたココナッツは水に浸した後に絞ってココナッツミルク (kaashi kiru)を抽出する。ココナッツミルクは多くのモルディブのカレーなど様々な料理に必要不可欠な食材として利用されている。

## 魚
モルディブで最も一般的に使用される魚はカツオであり、生の状態でも乾燥させて干物にした状態でも使用される。他によく利用される魚としては、タイセイヨウヤイト (latti)、キハダ (kanneli)、シロスゴ (raagondi)、メアジ (mushimas)、カマスサワラ (kurumas)、シイラ (fiyala)などがある。これらの魚は茹でるもしくは加工して利用される。
ツナの加工品の一種モルディブフィッシュは、一部分を切り出すか、鰹節のように削って使用される。カレーには、生もしくはまだ柔らかいモルディブフィッシュを厚さ約13mmに切って使用する。よく乾燥したモルディブフィッシュは主にグラー 、カヴァーブ（kavaabu）、バジヤー (bajiyaa インドのサモサに似た料理)、ファタフォリ（fatafolhi）などのような軽食をつくるために使用される。他の島嶼地域の民族とは異なり、モルディブ人は生の魚を火を通さずに食べる習慣は持たない。モルディブフィッシュはスリランカに輸出され、スリランカ料理にも不可欠な食材となっている。モルディブフィッシュを生産した後に残ったツナの煮汁を煮詰めたペーストはリハークルと呼ばれ、米飯やタロイモにつけて食べる他、料理にも用いられる。

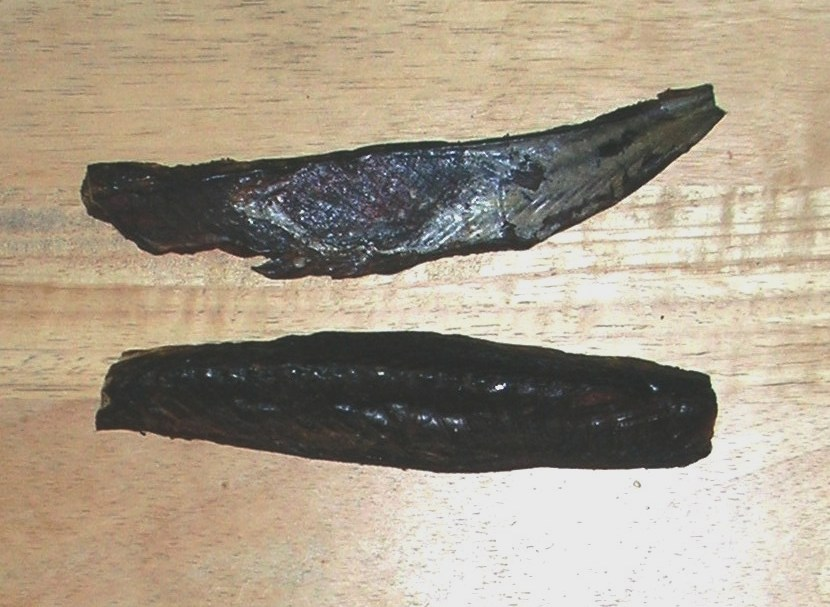
モルディブフィッシュ
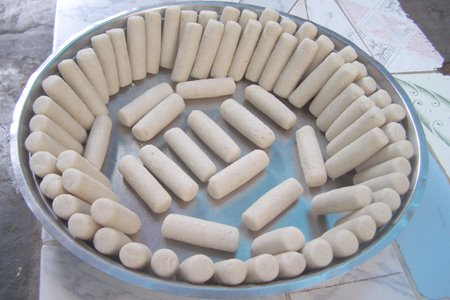
ボンディ（モルディブフィッシュを作った後に残った骨から取った魚肉を成形した食品）

## 炭水化物
モルディブのデンプンに富む食品には、茹でたり米粉に製粉して食べられる米、タロイモ (ala)、サツマイモ (kattala)、キャッサバ (dandialuvi)のような芋類、パンノキ (bambukeyo)、アダン (kashikeyo)のような果実がある。
イモやパンノキの実は茹でて食べる。アダンの実はほとんどの場合薄く切った後に生食する。

## カレー料理
モルディブ料理で最も重要なカレーは、角切りにしたツナのカレーマスリハである。ククル・リハ（Kukulhu riha）は鶏肉のカレーで、魚のカレーとは異なる香辛料の組み合わせを用いる。
野菜のカレーにはナス（bashi）、ヘチマ（tora）、カボチャ（barabō）、ヘビウリ（chichanda）、ワサビノキ（muranga）、未熟なバナナや様々な葉菜が用いられる。野菜のカレーには通常モルディブフィッシュを加えてうま味を出す。カレーは普通炊いた米やロシ（roshi チャパティ）と一緒に食べる。

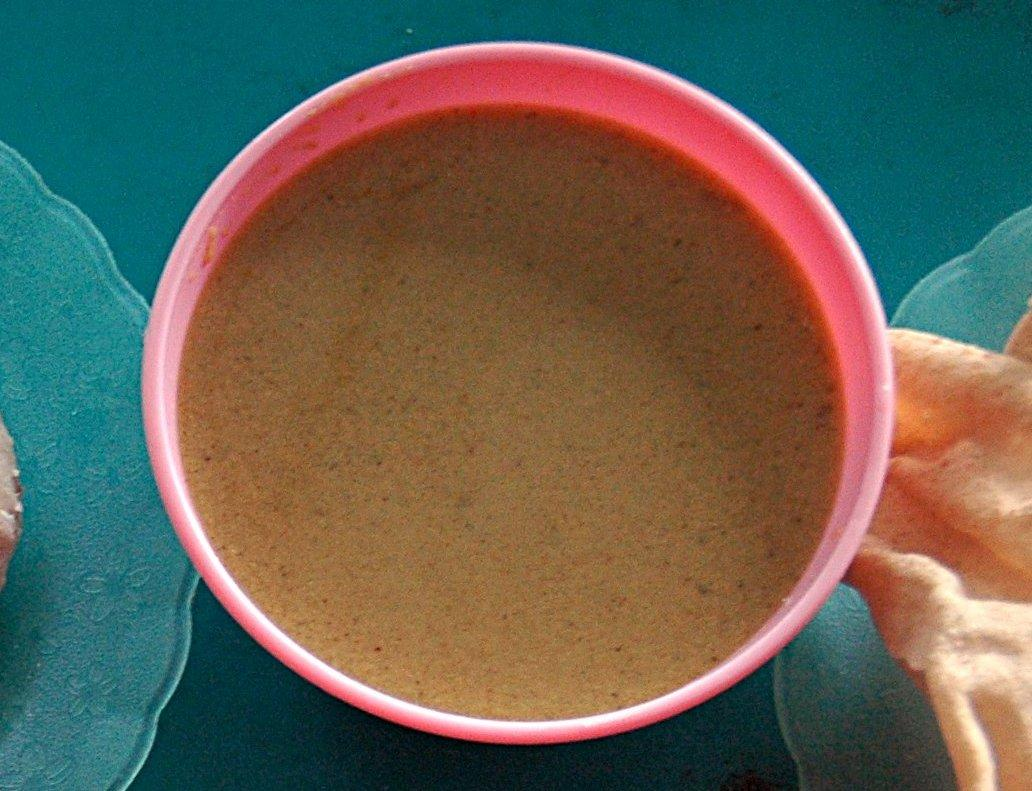
マスリハ
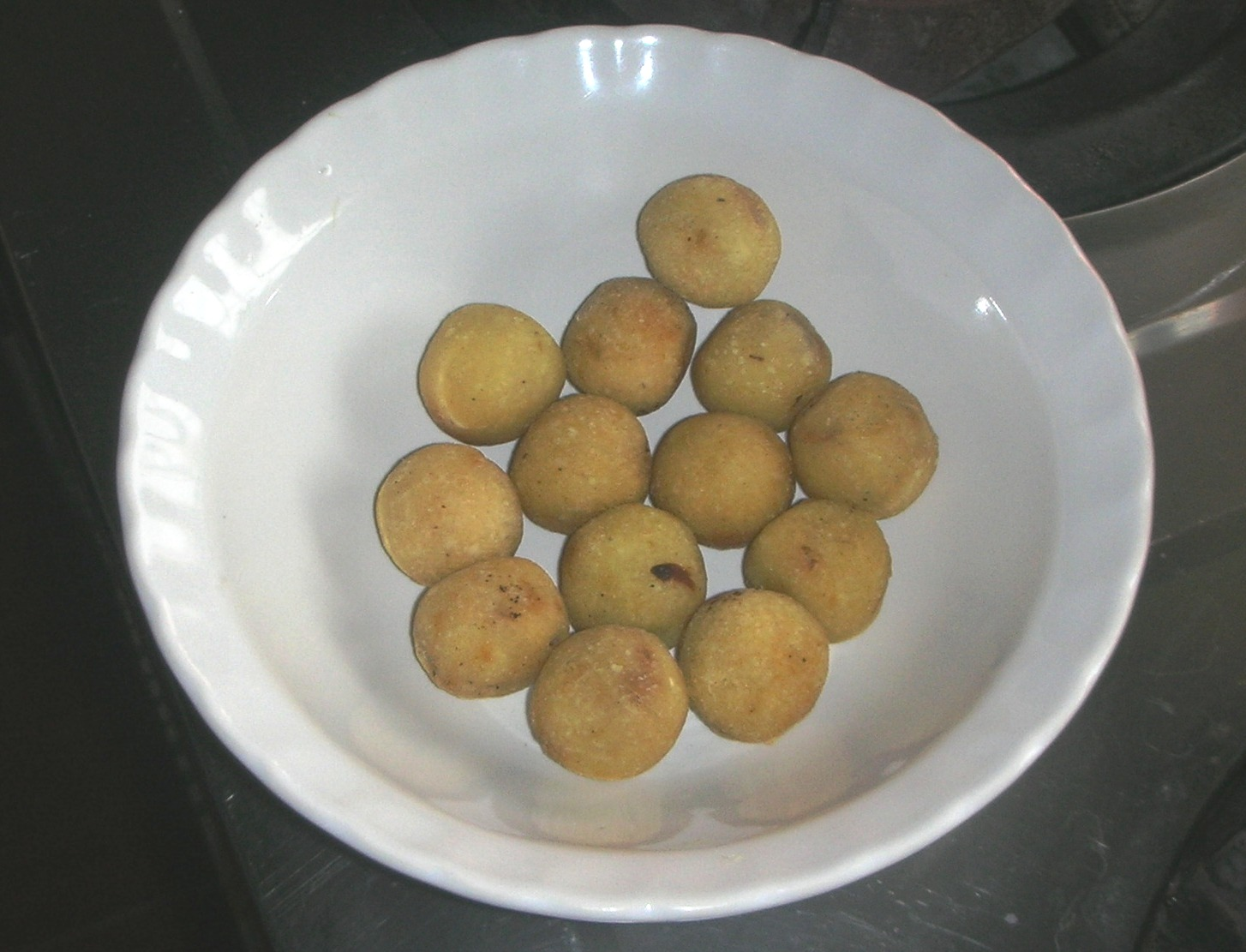
グラー（ツナなどを混ぜた小麦粉や米粉の団子）
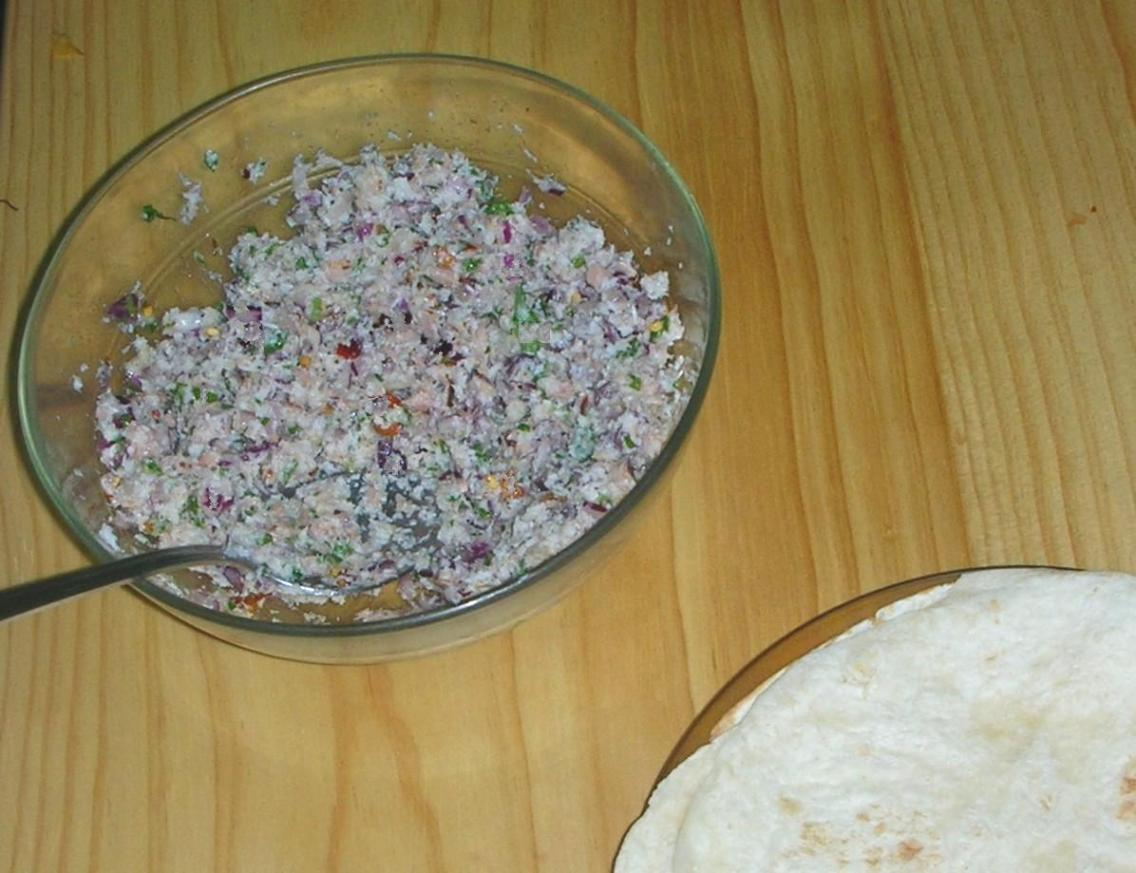
マスフニ（左）とロシ（右）
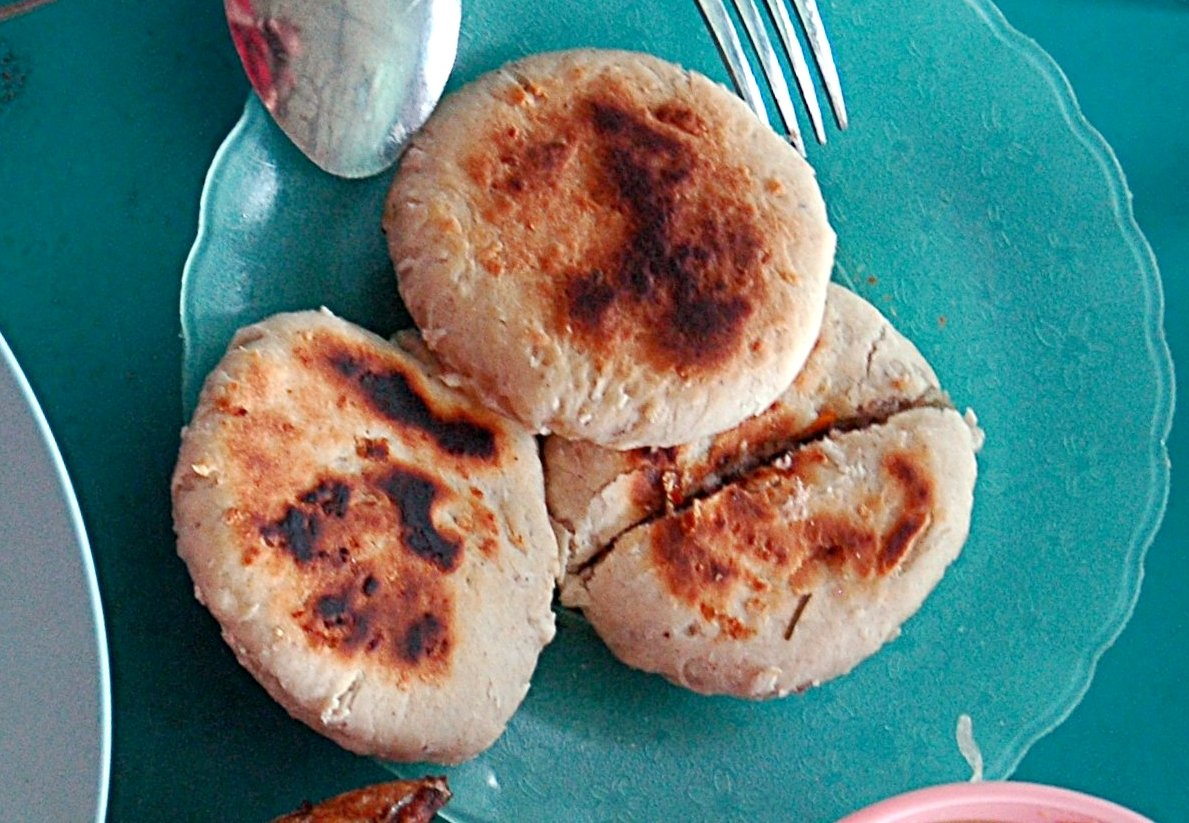
マス・ロシ